# Raúl Aguilar Batres
Raúl Aguilar Batres (Ciudad de Guatemala, 1 de diciembre de 1910 - 13 de mayo de 1964) fue un ingeniero civil guatemalteco. Inventó el sistema de zonificación y nomenclatura de calles usado en la ciudad de Guatemala.

## Biografía

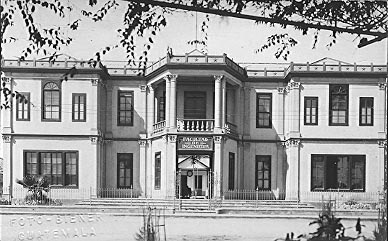
Edificio de la Escuela Facultativa de Ingeniería en el Centro Histórico de la Ciudad de Guatemala en la década de 1930. Fotografía de Adolfo Biener.

Raúl Aguilar Batres era hijo del coronel e ingeniero Rodolfo Aguilar Batres y de Ernestina Aguilar Valenzuela; decidió utilizar los apellidos de su padre en vez del «Aguilar Aguilar» que le hubiera correspondido por el apellido de su madre.  Fue un estudiante distinguido en el colegio «La Preparatoria» y en el «Instituto Modelo». En 1939 se graduó de la Escuela Facultativa de Ingeniería de la Universidad Nacional con el título de ingeniero civil y fue el colegiado No.87 del Colegio de Ingenieros de Guatemala.
Trabajó como catedrático universitario e ingeniero auxiliar de la Comisión Mixta de Límites con México, para lo cual tuvo que pasar duros meses en la selva de El Petén. Luego de esto, trazó la carretera al Lago de Izabal desde Los Amates, en la frontera entre Guatemala y Honduras.  Y en los últimos años de la presidencia del general Jorge Ubico ocupó el puesto de jefe de Cartografía de la Dirección General de Caminos. En 1940 se casó con Luisa Eugenia Arrivillaga, con quien tuvo cinco hijos: Raúl, Rodolfo, Eduardo, María Fernanda y Luisa Eugenia Aguilar Arrivillaga.

## Trabajo en la alcaldía de la ciudad de Guatemala
Durante la alcaldía de Mario Méndez Montenegro (1945-1949), Aguilar Batres fue regidor municipal. En 1949 fue elegido como alcalde su amigo, el ingeniero Martín Prado Vélez, quien nombró a Aguilar Batres como jefe del Departamento de Planificación de la Municipalidad de Guatemala; durante esta época desarrolló los siguientes proyectos:
| «En forma totalmente original, adoptó un sistema cartesiano, utilizando las calles y avenidas como coordenadas de referencia. La división de la ciudad en zonas fue un corolario del sistema numérico... la resultante fue una esprial como el eje directriz cuya línea puede crecer en forma expansiva e indefinida.» —Eduardo Aguilar Arrivillaga Hijo de Raúl Aguilar Batres |

- Propuso la división de la ciudad en 25 zonas ubicadas en espiral alrededor de la zona central para facilitar el crecimiento de la ciudad.
- Diseñó una enumeración sistemática de las calles, denominando los caminos que conducen de norte a sur como «avenidas», y los que conducen de oeste a este como «calles». Números con guion serían asignados a cada edificio o vivienda según el camino transversal más cercano y la distancia en metros desde tal camino; posteriormente el sistema fue adoptado por otras ciudades guatemaltecas, como Quetzaltenango.
- Proyectó las vías para lo que luego sería el Centro Cívico de la ciudad.
- Trabajó en la prolongación definitiva de la 6.ª avenida sur y el enlace de la avenida Bolívar con las denominadas «cinco calles»[c]
- Trazó la Avenida de las Américas, y para la cual se negó a la presión de los constructores para que la avenida fuera más estrecha.
- Planificó el anteproyecto del Anillo Periférico y sus ramificaciones, pero este proyecto se desarrolló hasta casi veinte años después.
- Diseñó una «máquina sistematizadora de impulsos eléctricos», parecida a un semáforo, la cual funcionó por un tiempo en el crucero de la 20 calle y 6.ª avenida sur de la zona 1.

A Aguilar Batres también se le debe el proyecto de la ampliación de la ciudad de Guatemala hacia el sur, el cual impulsó a mediados del siglo xx, en un período de aproximadamente 15 años.

## Muerte
Aguilar Batres falleció el 13 de mayo de 1964 minutos antes de que una comisión presidida por el alcalde de la ciudad, Francisco Montenegro Sierra, acompañada por una comisión de regidores, se presentara a rendirle un homenaje y entregarle un acuerdo por medio del cual se reconocían sus contribuciones al desarrollo urbano de la ciudad y el país. Se le honraba bautizando la calzada de salida hacia el sur, con su nombre

### Legado

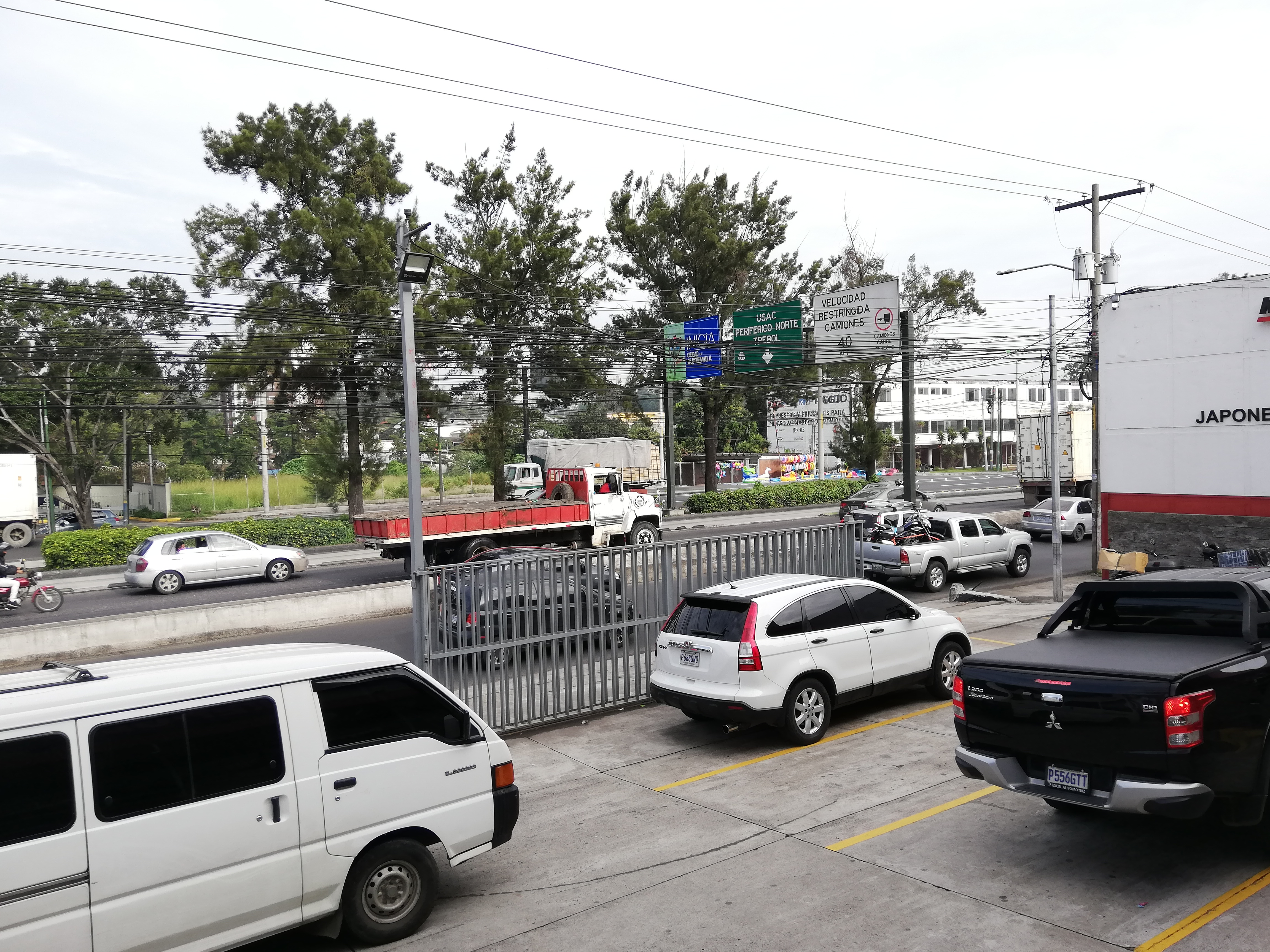
Calzada Raúl Aguilar Batres.

En 1970, un monumento coronado por un busto en mármol ejecutado por Rodolfo Galeotti Torres fue dedicado a Aguilar Batres. Se ubica en la Calzada Aguilar Batres en la zona 11 de la ciudad de Guatemala.